# Phloeopora sublaevis
Phloeopora sublaevis är en skalbaggsart som beskrevs av Thomas Casey 1906. Phloeopora sublaevis ingår i släktet Phloeopora och familjen kortvingar. Inga underarter finns listade i Catalogue of Life.